# Veľký Blh
Veľký Blh (hongrois : Vámosbalog) est un village de Slovaquie situé dans la région de Banská Bystrica.

## Histoire
La première mention écrite du village date de 1331.
La localité fut annexée par la Hongrie après le premier arbitrage de Vienne le 2 novembre 1938.
Le hameau de Nižný Blh était une commune autonome en 1938. Elle comptait 635 habitants en 1938. Elle faisait partie du district de Rimavská Sobota (hongrois : Rimaszombati járás). Le nom de la localité avant la Seconde Guerre mondiale était Nižní Blh/Alsó-Balog. Durant la période 1938 -1945, le nom hongrois Alsóbalog était d'usage.
Le hameau de Vyšný Blh était une commune autonome en 1938. Il comptait 799 habitants en 1938 dont 21 juifs. Elle faisait partie du district de Rimavská Sobota (hongrois : Rimaszombati járás). Le nom de la localité avant la Seconde Guerre mondiale était Vyšní Blh/Felső-Balog. Durant la période 1938 -1945, le nom hongrois Felsőbalog était d'usage.

## Démographie

### Évolution de la population
| Année:               | 1994. | 2004.   | 2014.   | 2024.   |
| -------------------- | ----- | ------- | ------- | ------- |
| Nombre de personnes: | 1127  | 1147    | 1207    | 1144    |
| Différence:          |       | +1,77 % | +5,23 % | -5,21 % |

| Année:               | 2023. | 2024.   |
| -------------------- | ----- | ------- |
| Nombre de personnes: | 1128  | 1144    |
| Différence:          |       | +1,41 % |